# Roquetes (metropolitana di Barcellona)
Roquetes è una stazione della linea 3 della metropolitana di Barcellona.
La stazione è situata sotto il quartiere di Roquetes, nel distretto di Nou Barris di Barcellona ed è stata inaugurata il 4 ottobre 2008 assieme al prolungamento da Canyelles a Trinitat Nova.
La stazione dispone di due vestiboli, uno all'incrocio tra calle Jaume Pinent e calle de las Torres e un altro sotto il nuovo parco di Roquetes, nelle vicinanze di calle Vidal y Guasch.
Il primo vestibolo è di 255 m² e ha accessi distribuiti lungo la via: una scalinata, un ascensore e una lunga scala meccanica (con due rampe). Questo vestibolo dispone di due gruppi di tornelli e macchinette automatiche per la vendita dei biglietti. Il secondo vestibolo, dispone in ugual maniera di macchinette automatiche e di tornelli.
I treni circolano ad un livello posto a 50 metri di profondità, (è la stazione in servizio posta a maggiore profondità), la stazione è composta da una banchina centrale larga 8m e lunga 100; ad ogni estremo della banchina è posto un gruppo di scale mobili, una scalinata e un ascensore; che conducono al passaggio che sbocca nel pozzo dove è situato l'ascensore di grande capacità che sale ai vestiboli; ognuno di questi ascensori ha una capacità di 23 persone, si muovono ad una velocità d 2 m/s e sono coordinati con l'arrivo dei treni.

## Accessi
- Carrer Vidal i Guasch
- Carrer Les Torres